# بق الماء الإهليلجي
بق الماء الإهْلِيلَجِيُّ أو أباسوس (الاسم العلمي: Appasus)، جنس حشرات من بقيات الماء الكبيرة موائلها المياه العذبة في آسيا وإفريقيا. تقوم الذكور برعاية البيض، حيث تقوم الأنثى بالصق بيضها على ظهر الذكر، ويقوم الذكر برعاية البيض حتى تفقس.